# Rosa Overbeekbrug
De Rosa Overbeekbrug (brug nr. 121) is een brug over de Bloemgracht in de Jordaan in Amsterdam. De brug verbindt de Eerste Bloemdwarsstraat met de Tweede Leliedwarsstraat.
Er ligt hier al eeuwen een brug. Zowel Balthasar Florisz. van Berckenrode als Joan Blaeu tekende in hun plattegronden van 1625 en 1649 een brug in. Die laatste kon daadwerkelijk weten dat de brug er was, die lag namelijk voor de deur van het atelier waar de atlassen van hem en vader Willem Blaeu werden gemaakt, voordat het atelier verhuisde naar de volgende kruising van de Bloemgracht. De huidige brug dateert uit 1883 toen het verkeer hier voor enige tijd gestremd was in verband met het vernieuwen van de brug. De brug kreeg daarbij de “oude” hoogte mee, oorzaak van diverse ongelukken met dalende voertuigen op de helling die doorschoten. De brug is in later tijden diverse keren gerepareerd, zelfs tijdens de Tweede Wereldoorlog, maar heeft haar uiterlijk altijd behouden. Opvallend aan de brug zijn de balusters midden op de brug, die de vorm hebben van afgeknotte lantaarns. Een andere bijzonderheid zijn de steunen die aangebracht zijn bij de hechting brugdek en landhoofd.    
De brug is in 2002 vernoemd naar Rosa Overbeek, het vriendinnetje van Kees de jongen (naar wie de volgende brug over de Bloemgracht genoemd is). Het verhaal speelt zich in deze buurt af en het huis van Theo Thijssen - tegenwoordig het Theo Thijssenmuseum - bevindt zich eveneens in de buurt.

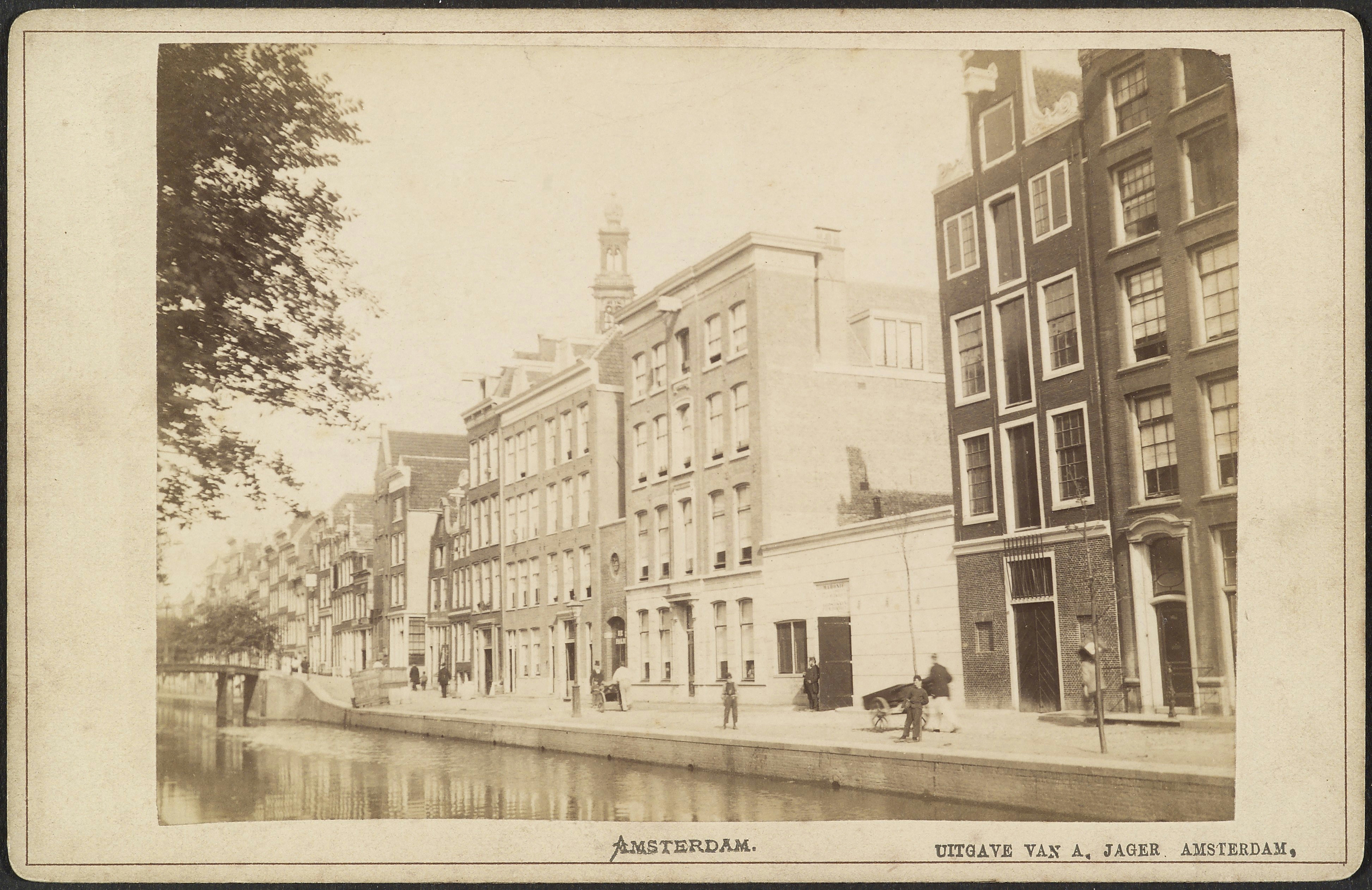
De brug voor 1883

<<< · 100 · 101 · 102 · 103 ·  105 · 106 · 107 · 108 · 109 ·  110 · 111 · 112 · 113 · 114 · 115 · 116 · 117 · 118 · 119 · 120 · 121 · 122 · 123 · 124 · 125 · 126 · 127 · 128 · 129 · 130 · 131 · 132 · 135 · 136 · 137 · 138 · 139 · 140 · 141 · 142 · 143 · 144 · 145 · 146 · 147 · 148 · 149 ·  150 · 151 · 152 · 155 · 156 · 159 · 160 · 161 · 162 · 163 · 164 · 165 · 166 · 167 · 168 · 169 ·  170 · 171 · 172 · 173 · 174 · 175 · 176 · 177 · 178 · 179 · 180 · 181 · 182 · 183 · 184 · 185 · 186 · 187 · 189 · 190 · 191 · 192 · 193 · 194 · 195 · 196 · 198 · 199 · >>>
Brugnummers 104, 133, 134, 153, 154, 157, 158, 188 en 197 zijn niet (meer) in gebruik.